# Juliusz Szaflik
Juliusz Szaflik (ur. 23 grudnia 1922 w Katowicach, zm. 22 września 2022) – polski działacz sportowy, członek honorowy Akademickiego Związku Sportowego.

## Życiorys
Studiował w Wyższym Studium Nauk Społeczno-Akademickich w Katowicach, w 1959 obronił w Wyższej Szkole Ekonomicznej w Katowicach pracę doktorską. Przez całą karierę zawodową był związany z przemysłem węglowym, do przejścia na emeryturę w 1986 pracował jako główny księgowy.
Należał do grupy założycielskiej AZS Katowice, w latach 1946-1949 był prezesem tego klubu (zastąpił Włodzimierza Felskiego). Uprawiał piłkę ręczną i ze swoim klubem zdobył mistrzostwo Śląska i wywalczył awans do ekstraklasy. W 2007 był jednym z inicjatorów Klubu Seniora AZS Katowice. W 2012 otrzymał godność członka honorowego Akademickiego Związku Sportowego, w 2021 jako pierwszy w historii odznakę Zasłużony dla AZS Katowice.
Był odznaczony Krzyżem Kawalerskim Orderu Odrodzenia Polski, Złotym Krzyżem Zasługi i Medal 40-lecia Polski Ludowej.